# Barracuda (UCAV)
Barracuda (UCAV) är ett litet obemannat flygplan tillverkad av den europeiska flygkoncernen EADS. Under en flygning försvann prototypen ner i havet vilket gav upphov till en rad lustiga skämt med anspelningar på valet av namn.